# Баса
Баса (ісп. Baza) — місто і муніципалітет в Іспанії, у складі автономної спільноти Андалусія, у провінції Гранада. Населення — 21 982 особи (2010).
Місто розташоване на відстані близько 340 км на південь від Мадрида, 80 км на північний схід від Гранади.
На території муніципалітету розташовані такі населені пункти: (дані про населення за 2010 рік)
- Бауль: 181 особа
- Баса: 21752 особи
- Ла-Хамула: 29 осіб
- Ріо-де-Баса: 8 осіб
- Бенасебада: 12 осіб

## Демографія
Динаміка населення (INE ):

## Галерея зображень

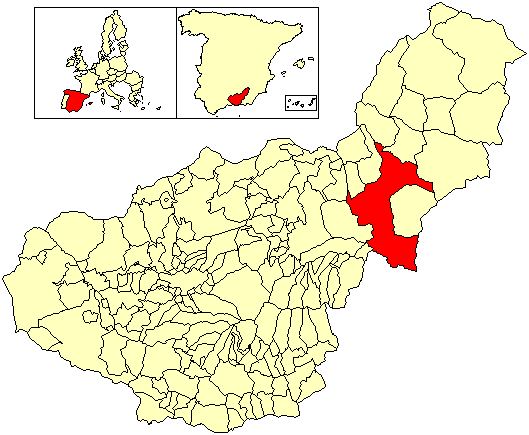
Розташування муніципалітету у провінції Гранада
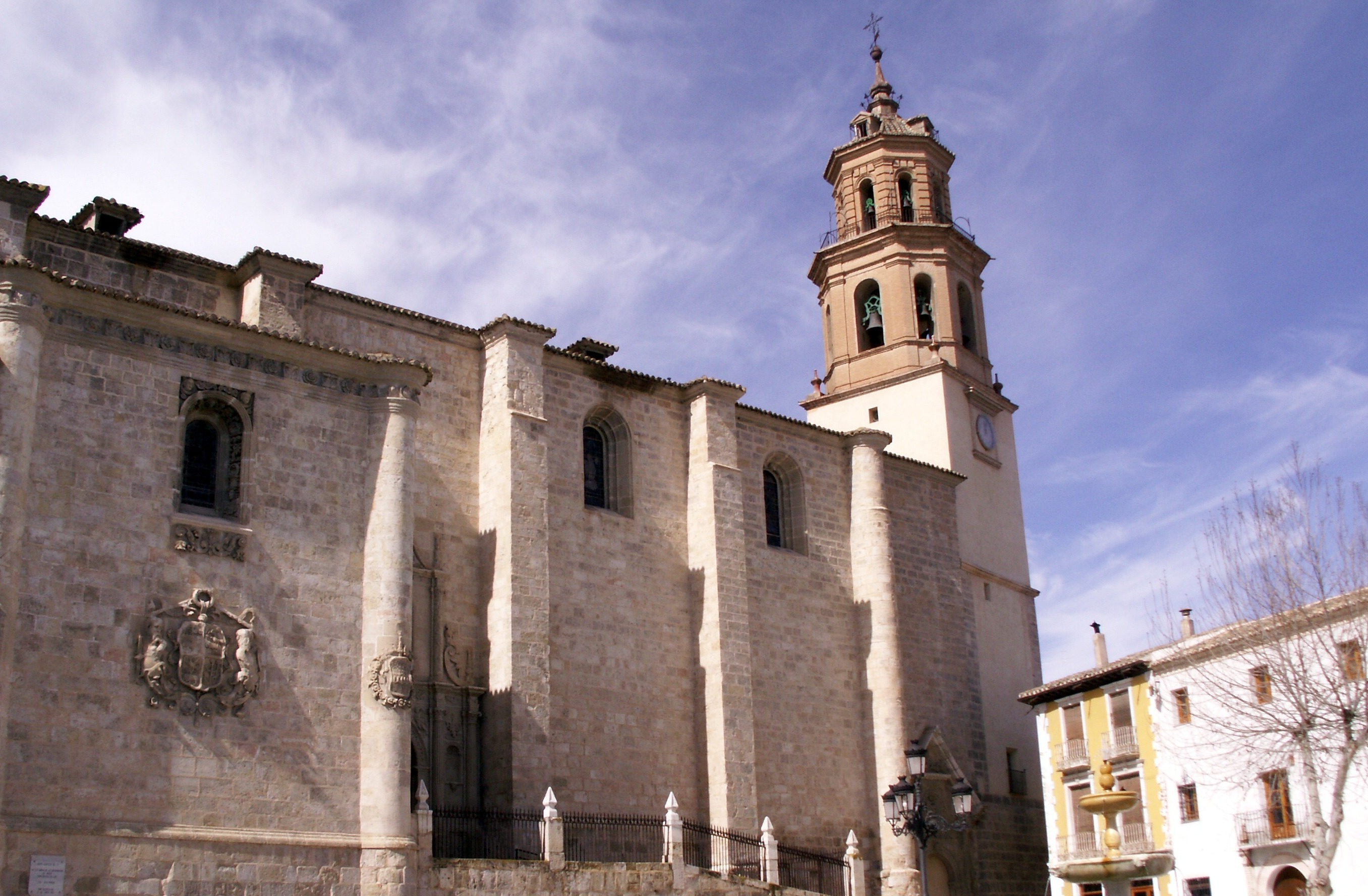
Церква Ла-Енкарнасьйон